# Kvarn
För andra betydelser, se Kvarn (olika betydelser).

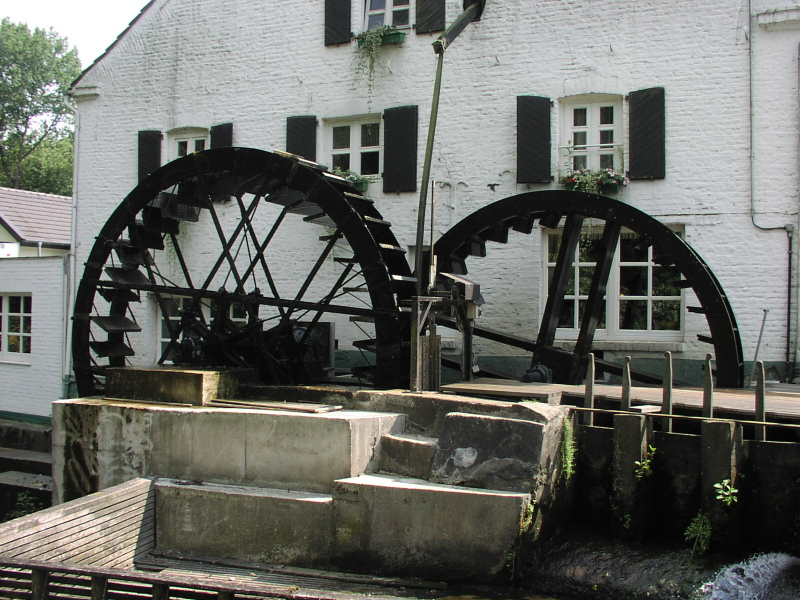
Vattenkvarn

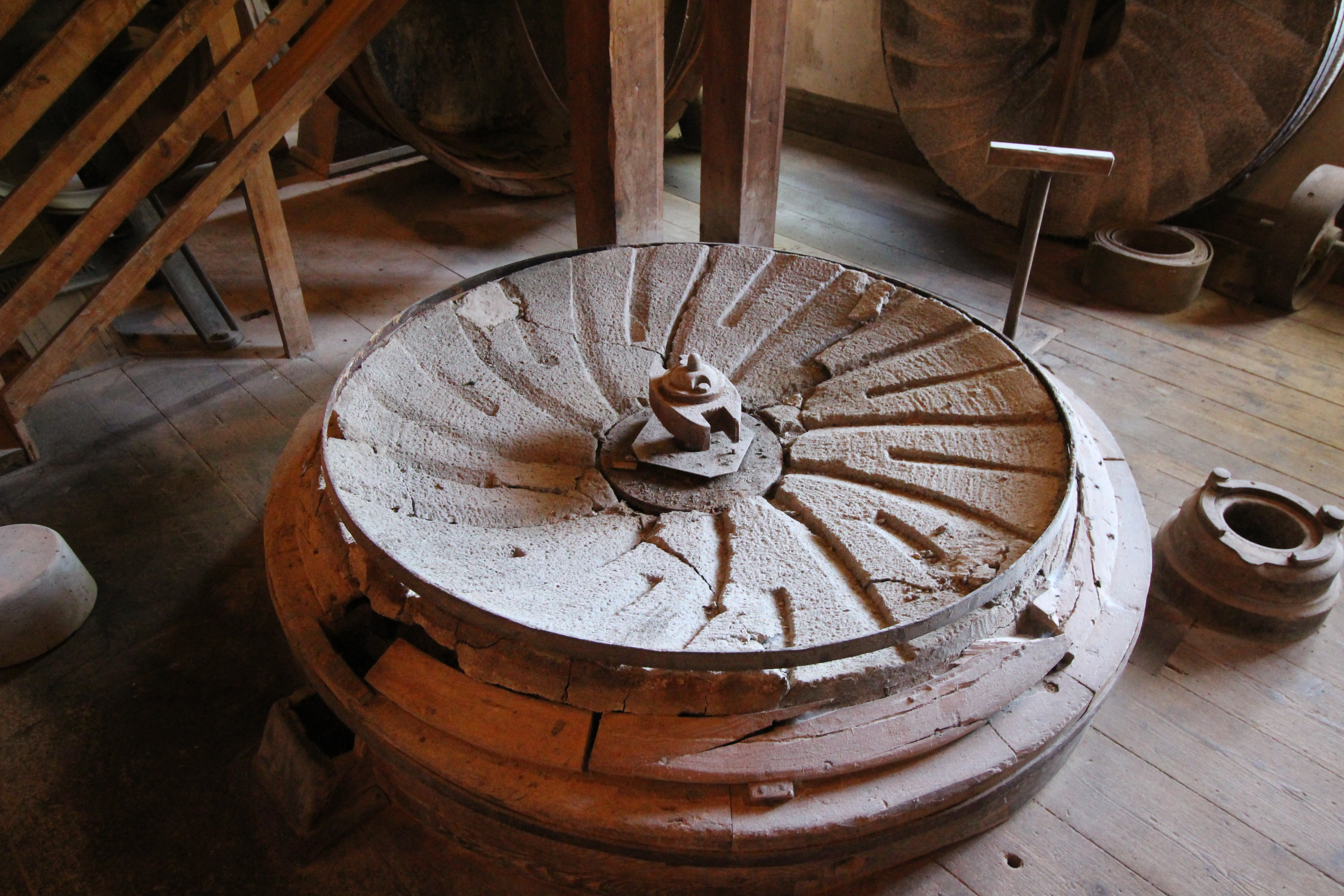
Kvarnsten i Kvarnvikens kvarn, september 2017

Kulkvarnar används bland annat för att mala cement

Kvarn, på skånska och blekingska även benämnt mölla eller mölle, kan dels åsyfta en stor eller liten maskin för malning av organiskt eller oorganiskt material till mindre kornstorlek, dels den byggnad där sådan malning utförs.
Den mest kända kvarntypen är den som används för att mala säd till mjöl av en mjölnare. Dagens mjölkvarnbyggnader är stora industrianläggningar med eldrivna kvarnar, men förr fanns det handkvarnar, väderkvarnar, vattenkvarnar, trampkvarnar och ångdrivna eldkvarnar. Under en övergångstid användes i vissa kvarnar motorer, exempelvis i Landsnora kvarn och såg som drevs på 1920-talet av en tändkulemotor. Hushållskvarnar för hushållsbruk är mindre, till exempel köttkvarnar, mandelkvarnar, pepparkvarnar och kaffekvarnar.
I sin ursprungliga form består kvarnen av skålad sten, mot vilken man maler sädeskornen eller det som skall malas med en mindre flat eller rund sten, en löpare. Inom andra kulturer har istället en stor mortel använts för malning. Senare utvecklades den roterande handkvarnen. Här maldes säden mellan två cirkelrunda stenar, där den övre vrids runt med ett handtag runt en axel av trä eller metall. Denna typ av kvarn förekom hos etruskerna runt 500 f.Kr., och var vanliga i Sverige in på 1800-talet.
Det äldsta kända belägget på en vattenkvarn härrör från omkring 25 f.Kr. och Vitruvius, och avser en kvarn med överfallshjul, men troligen är skvaltkvarnen nästan lika gammal. Väderkvarnar är först kända på 900-talet och förekom då i området Sistan mellan Iran och Afghanistan. I Västeuropa kan väderkvarnar beläggas i slutet av 1100-talet. I slutet av 1700-talet byggdes de första ångkvarnarna i England och USA. Den första valskvarnen,  där malning sker mellan två stålvalsar, konstruerades 1834.